# Фажанзинья
Фажанзинья (порт. Fajãzinha)  —  район (фрегезия) в Португалии,  входит в округ Азорские острова. Расположен на острове Флореш. Является составной частью муниципалитета  Лажеш-даш-Флореш. Население составляет 105 человек на 2001 год. Занимает площадь 6,21 км².
Покровителем района считается Дева Мария (порт. Nossa Senhora dos Remédios).

## История

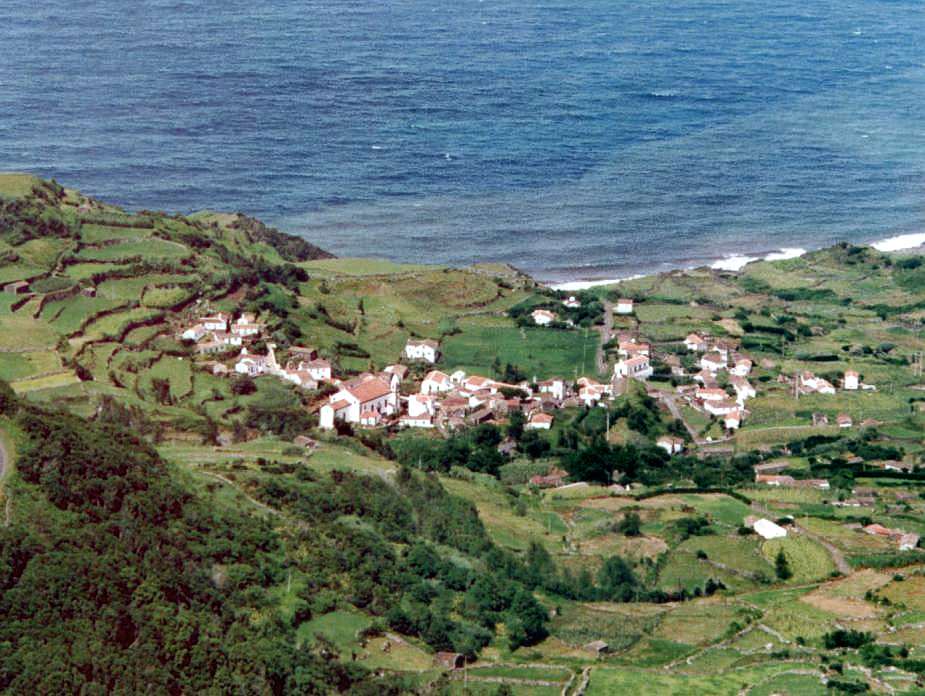

Район основан в 1678 году.